# Preferendum
Pour variable d'un gradient biologique, voir préférendum.
Le preferendum, ou « compte de Borda modifié », est un mode de scrutin à un tour qui favorise l'option qui sera admise par le maximum de participants.

## Définition
Le preferendum est un mode de scrutin est utilisé dans les organisations recherchant le consensus ou au moins le consentement. Il permettrait l'expression populaire.

## Principe
(août 2023).
- Si vous ne connaissez pas le sujet, laissez ce bandeau (vous pouvez alors contacter les auteurs).
- Si vous supprimez le contenu mis en cause (vous pouvez préalablement contacter les auteurs),

argumentez précisément cette suppression dans la page de discussion
(un manque de référence n'est pas un argument ; une recherche réelle de référence doit avoir été effectuée, être formellement documentée).
Les propositions doivent avoir été largement discutées, chacun doit retrouver son point de vue dans au moins une des diverses options offertes.
Chaque participant au vote exprime sa ou ses préférences
- S’il n’a pas de préférence, on ne compte rien
- S’il n’a qu’une préférence, elle reçoit un point
- S’il a deux préférences, la préférée reçoit deux points, l’autre un seul
- S’il en a trois, la préférée reçoit trois points, la seconde deux, puis un seul
- Ainsi de suite jusqu'au nombre d'options proposées
- Ainsi pour chaque participant au vote

On additionne le nombre de points reçus par chaque proposition.
Celle qui a reçu le plus de points est la proposition préférée.
On peut remarquer que le vote de celui qui choisit plusieurs options pèse davantage que celui qui n'en choisit qu'une. Cela doit favoriser des scrutins plus ouverts.
On peut remarquer aussi que l'écart entre les options déjà classées (la première devant la seconde) est toujours d'un point quel que soit le nombre de propositions classées (si j'ai deux préférences, la première reçoit deux points l'autre un seul : l'écart est d'un point ; en choisissant quatre options, je donne quatre points à la première et trois à la seconde : c'est toujours un point, et un seul ; de plus, cela ne change pas le classement général de ces deux options.
La sociologie politique de Pierre Bourdieu, Alain Garrigou, ou Loïc Blondiaux documente la réussite d'un préférendum à la tenue d'un débat public permettant se positionner sur un jugement sur le fond, en évitant les opinions préconçues ou préjugés comme cela peut être le cas lors des sondages d'opinion,.

## Exemple
(août 2023).
- Si vous ne connaissez pas le sujet, laissez ce bandeau (vous pouvez alors contacter les auteurs).
- Si vous supprimez le contenu mis en cause (vous pouvez préalablement contacter les auteurs),

argumentez précisément cette suppression dans la page de discussion
(un manque de référence n'est pas un argument ; une recherche réelle de référence doit avoir été effectuée, être formellement documentée).
Quatre personnes doivent se mettre d'accord sur le choix d’un des quatre éléments :
- Adèle préfère la terre, mais accepte l’air en second, puis l’eau ⇒ terre +3, air +2, eau +1
- Bruno ne veut rien que le feu ⇒ feu +1
- Clara préfère l’air et en second la terre ⇒ air +2, terre +1
- Didier préfère l’eau, suivie de la terre, du feu et de l’air ⇒ eau +4, terre +3, feu +2, air +1

Totaux : 
- terre : 3+1+3 = 7
- air : 2+2+1 = 5
- eau : 1+4 = 5
- feu : 1+2 = 3

La proposition préférée est donc "terre" avec 7 points.
Il est bon de considérer que dans ce cas de figure, la hiérarchisation des idées entraine une disparité dans les voix. Ainsi, la voix d'Adèle dans l'exemple ci-dessus est plus valorisée que celle de Bruno.

## En France
En aout 2023, ce mode de vote est évoqué par le gouvernement français,, pour agir sur le renouveau démocratique après l'usage de plusieurs articles 49 alinéa 3. L'opposition a exprimé sa déception, après douze heures de débat et le peu de propositions concrètes faites par le président de la République, Emmanuel Macron.

## Critiques
Le preferendum est parfois jugé pour sa vision binaire du oui / non, lui préférant le jugement majoritaire pour une vision plus fine avec plusieurs possibilités d'expression : « excellent », « bien », « passable », « insuffisant », « à rejeter ».
L'absence de valeur juridique des résultats est évoquée, du fait de l'absence de ce mode de vote dans la constitution,.
Pour Le Journal du dimanche, il est perçu comme un moyen de contourner le référendum, prévu à l'article 11 de la constitution.